# Lipovska Bistrica
Lipovska Bistrica (en serbe cyrillique : Липовска Бистрица) est un village du centre du Monténégro, dans la municipalité de Kolašin.

## Démographie

### Évolution historique de la population
| 1948 | 1953 | 1961 | 1971 | 1981 | 1991 | 2003 |
| ---- | ---- | ---- | ---- | ---- | ---- | ---- |
| 147  | 149  | 150  | 117  | 110  | 103  | 126  |